# Hyles livornica
Hyles livornica је врста инсекта из реда лептира - Lepidoptera, а припада породици љиљака - Sphingidae и роду Hyles.

## Распрострањење и станиште
H. livornica има палеотропско (осим прашума Африке и Азије) и холомедитеранско распрострањење. Главни региони дистрибуције су тропски и субтропски предели Африке и Азије, али мигрира и у Европу. Живи на подручју Африке, јужне Европе, Пољске, Аустралије и централне и источне Азије. Насељава сува и отворена станишта, у Србији се среће спорадично од севера до југа, иде до висина од око 1300 м надоморске висине.

## Опис
Предња крила и тело су углавном маслинастосмеђе или беж боје, са белим пругама. Задња крила су ружичаста, са црно-белим ивицама. Глава и грудни кош су маслинасто-браон боје, са белим пругама. Маслинасто-браон стомак има црно-беле сегменте, прва два сегмента имају велике црне и беле бочне тачке. Антене су тамно маслинасто браон боје и имају бели врх. Распон крила је од 69 до 90 мм, мужјаци су нешто мањи од женки. Гусенице су зеленкасто беле, са црном главом и рогом. Са храњењем, тело потамни до маслинастозелене, са жутим шарама оивиченим црном бојом. У другом степену се појављује коначна шара, која након тога постаје све сјајнија при сваком пресвлачењу. Боја гусенице варира и од поднебља.

## Биологија
Лептир лети од фебруара (у топлијим пределима) до септембра па и октобра, у зависности од поднебља. У Србији лети од маја до краја августа. Гусенице се могу наћи од фебруара. Главне биљке хранитељке су из родова Rumex, Polygonum и Asphodelus, као и из породице  Liliaceae, али и родова Antirrhinum, Galium, Vitis, итд.

## Галерија
- лептир
- лептир
- лептир
- гусеница
- гусеница

## Синоними
- Sphinx livornica Esper, 1780
- Hyles lineata auct.
- Hyles malgassica (Denso, 1944)